# 終りに見た街
『終りに見た街』（おわりにみたまち）は、脚本家・山田太一原作の小説である。テレビで3回・ラジオで1回にわたりドラマ化されたほか、舞台上演も行われた。

## 概要
突然1944年（昭和19年）にタイムスリップした昭和1桁世代の放送作家とその家族の物語。現代の日本に新たな核兵器が投下されるというラストは、大きなショックと未来の日本へ教訓を与えた。

## あらすじ
ある日、主人公一家は近所の一家と共に昭和19年の終戦間近へ突如タイムスリップしてしまう。一億総玉砕の風潮の中、終戦日を知る主人公一行はそれまでを生き抜こうと必死に努力する。一方、近所の一家には反社会的で常に父の悩みの種でもある不良息子がいたが、タイムスリップ後の彼は別人のように無口となった末に失踪する。
様々な困難を乗り越え、終戦まであとわずかとなった日、突然帰ってきた不良息子は軍服姿となっており、大日本帝国軍へ入隊したことを告げる。不良息子の言動は昭和19年の人間そのものであり、「目を覚ませ」と諭す父を「非国民」と断じて軍刀で切り殺そうとする。止めに入る主人公一家も含めて周囲がパニック状態となったその時、突然激しい閃光が起きる。
やがて、主人公は朦朧としながらも意識を取り戻す。見渡せる周囲は廃墟と化しており、終戦間近に存在しないはずのもののほか、遠方には崩壊したビル街や、折れ曲がった東京タワーが見えていた。主人公は、そばに倒れていた男に「今は何年なんだ！」と必死に問いかけるが、彼は口をかすかに動かしただけで力尽きてしまう。実は、主人公一行がタイムスリップした結果、現代の東京には新たな核兵器が投下されていたのだ。そして、主人公はすべてが死に絶えた「最後の街」を見ながら、息絶えるのだった。

## テレビドラマ

### 1982年版
1982年8月16日に、テレビ朝日系列「ゴールデンワイド劇場」枠内でドラマ化。放送時間は20:02 - 21:48（JST）。

#### キャスト（1982年版）
- 清水要治：細川俊之
- 清水紀子：中村晃子
- 宮島敏夫：なべおさみ
- 清水信子：菊地優子
- 清水稔：山越正樹
- 宮島新也：酒井晴人
- 上野勇：吉田次昭
- 中年の国防服の男：高杉哲平
- 山本武
- 秋月喜久枝
- 国防服の男A：石橋雅史
- 国防服の男B：大久保正信
- 国防服の男C：三重街恒二
- 和沢昌治
- 近松敏夫
- 能登裕康
- 荒瀬寛樹
- 国枝量平
- 沢田たかし
- 猪野剛太郎
- 由起艶子
- 丸山詠二
- 田村元司
- 稲川善一
- 小池幸次
- 立樹健
- 林弘造
- 片岡美津子
- 警防団の団員A：谷津勲
- 警防団の団員B：中村武己
- 宝亀克寿
- 三十代の男：堀勝之祐
- 劇団 白鳥座
- 将校：蟹江敬三
- 隣組組長：鈴木清順
- 納屋の老人：北見治一
- ある農家の主婦：野村昭子
- 六十代の男：浜村純
- 防空防火訓練郡長：樹木希林
- 豪農の主人：ハナ肇

#### スタッフ（1982年版）
- 原作・脚本：山田太一
- 演出：田中利一
- 制作：千野榮彦、岩永恵
- 主題歌：アントニオ・ヴィヴァルディ「四季 春」

### 2005年版
2005年12月3日に「山田太一ドラマスペシャル・終戦60年特別企画」として、同じくテレビ朝日系列で放送。放送時間は21:00 - 23:21（JST）。山田自らが現代版の脚本を再執筆した。

#### あらすじ（2005年版）
2005年9月、東京郊外に住むシステムエンジニアの清水要治は一家の大黒柱で、妻、娘、息子、愛犬と幸せな暮らしをしていた。そんな中、旧友の宮島敏夫と再会する。その2日後、妻の紀子が朝起きて外が森で近所の家がないと言い出す。要治が外を見て確かめると、妻の言葉は事実だった。驚いた要治は外に出るが、森を抜け出た先にもあるはずの街はなく、神社では出征兵士の送別会が開かれていた。不審に思った要治はそばにあった掲示板を見て驚愕する。そこに張られていたポスターには昭和19年と記されていたからだ。付近の住民に不審がられた要治はあわてて家に戻るが、そこへ敏夫から電話がかかって来る。釣りに出かけた敏夫親子もまた昭和19年にタイムスリップしていたのだ。
敏夫親子は要治一家に合流し、彼らに疑惑の目を向ける軍人たちの追手をかわしながら、昭和19年の生活に順応していく。そして、未来から来た人間の義務として、当時の人々にこれから起こる東京大空襲の危険を知らせようとある計画を実行に移すが、人々は犯人だと疑われるのを恐れ、結局誰も逃げようとはしなかった。そして失踪した敏夫の息子の新也が突然帰宅するが、帝国軍に入隊しておりすっかり見ちがえていた。新也は敏夫、要治の考えている事はおかしいと言い、また要治の娘の信子も新也に味方する。
そこへ不意に空襲警報が鳴った。要治は自分たちのいる場所は安全で攻撃されない場所だと言うが、起こらない筈の空襲を受けてしまう。衝撃を受け、閃光が光り、要治が目を覚ますと片腕を失っていた。そこは見渡す限りの瓦礫と焦げた無数の死体の山、さらに60年前にはあるはずが無い物を見る。それは廃墟となったビルや、東京タワー。そこは2XXX年の原爆の爆心地となり、死の街と化した東京であった。そして、要治は「終わりに見た街」で絶命する。

#### キャスト（2005年版）
- 清水要治：中井貴一 - システムエンジニア。
- 清水紀子：木村多江 - 要治の妻。
- 清水信子：成海璃子 - 要治の娘で中学2年生。戦時下では郵便局で働く。
- 清水稔：成田翔吾 - 要治の息子で小学5年生。
- 宮島敏夫：柳沢慎吾 - 要治の旧友で結婚式場のマネージャー。
- 宮島新也：窪塚俊介 - 敏夫の息子。後に軍国主義に傾く。
- 岸田：金子賢 - 二等兵。逃げる要治を追い詰める。
- 農家の中年の主婦 - 佐々木すみ江
- 瓦礫の中の三十代の男：遠藤憲一
- 納屋の老人 - 今福将雄
- 芋を食べていた六十代の男：柄本明 - 空襲に付いて敏夫に聞かれるが……?
- 背負い籠の老人：小林桂樹 - 出征兵を見送る時に要治と遭遇する。
- 将校：柳葉敏郎 - 要治らを不審がり身元を調べる。
- 豪農の主人：津川雅彦 - 折り畳み傘と引き換えに要治らに米を渡す。

#### スタッフ（2005年版）
- 原作・脚本：山田太一
- 演出：石橋冠
- 音楽：坂田晃一
- チーフプロデューサー：五十嵐文郎
- プロデューサー：内山聖子、太田雅晴、大野秀樹

神奈川県横浜市の放送ライブラリーでは、1982年版・2005年版とも無料で視聴可能。

### 2024年版
2024年9月21日に「テレビ朝日開局65周年記念」として、テレビ朝日系列で放送。主演は大泉洋。
視聴率は世帯8.1％（個人4.8％）を獲得した。
2024年9月度ギャラクシー賞月間賞を受賞。同期には同じく宮藤官九郎脚本の『新宿野戦病院』（フジテレビ）も月間賞を受賞している。宮藤は1月期の『不適切にもほどがある!』（TBS）、6月期の『季節のない街』（Disney+ / テレビ東京）に続く3クール連続の月間賞受賞となった。

#### あらすじ（2024年版）
2024年、田宮太一はテレビ朝日で売れない脚本家として勤めながら、ドッグウェア専門店にパートで勤める妻･ひかり、思春期の娘･信子、やや反抗期の息子･稔、認知症の症状が出始めた母･清子、愛犬のレオと暮らしていた。
ある日、テレビ朝日のプロデューサーである寺本真臣から「終戦80年記念スペシャルドラマ」の脚本を無茶ぶりされ、断り切れず引き受けることに。自宅に送られてきた戦争に関する膨大な資料に目を通しながら寝落ちしてしまった太一が、衝撃音で目を覚ますと、家族と家ごと昭和19年6月にタイムスリップしていた。
その後、亡き父の戦友の甥である小島敏夫と、その息子･新也も共にタイムスリップしている事を知り、終戦まで生き残るために協力していくことにする。
戦時中の東京でやり繰りしながら、戦争の資料と清子の記憶と日記帳を元に空襲を避けながら過ごしていたが、太一がこれを活用して3月10日の東京大空襲から住民を、空襲の被害の無かった上野公園に避難させる事を思いつく。
ひかりと敏夫の協力を得、清子を占い師として仕立て揚げ、噂話を流して街中でビラを配り、大声で言いふらし、1人でも多くの人が助かるようにと尽力していたが、子供たちは既に戦時中の暮らしに疲弊しており、日本の勝利を願うようになっていたため、太一と敏夫に反発する。
子供たちの反発を受け喧嘩になる中、資料になかった空襲が起こり、太一と稔は避難の途中で他の家族とはぐれてしまう。
避難した先で太一は憲兵の格好をしている寺本を見つけ追いかけるが、全くの別人であった。次の瞬間、太一の目の前で爆発が起こる。
目を覚ますと太一は左腕を失っていた。そして目の前にあったのは戦火に飲まれた現在の東京と、その瓦礫の山であった。太一は、近くで丸焦げになって倒れていた男に「いま何年ですか？」と聞いたが、男は「にせん…にじゅう…」とだけ言い残し息絶えてしまった。
太一は混乱の中、家族を思いながら息絶える。

#### キャスト（2024年版）
- 田宮太一〈49〉（売れない脚本家） - 大泉洋（11歳時：小谷興会[6]、高校生時：牧野尊）
- 田宮ひかり〈46〉（太一の妻） - 吉田羊[7]
- 小島新也〈17〉（敏夫の息子） - 奥智哉[7]
- 小島敏彦〈15〉（敏夫の叔父） - 奥智哉（二役）
- 田宮信子〈15〉（太一の娘） - 當真あみ[7]
- 田宮稔〈11〉（太一の息子） - 今泉雄土哉[7]
- 将校A - 小久保寿人[8]
- 将校C - 佐藤祐基[9]
- 男 - 猪野学[10]
- 小島敏之（小島敏夫の父親・敏彦の弟） - 緋田康人[11]
- 瀬尾竜次〈22〉（新也の同僚のミリタリー系ユーチューバー） - 篠原悠伸[12]
- ヘルパー - 伊田臣弥[13]
- 配達員 - 風間晋之介
- 兵卒A - 広田亮平
- 母親 - 東松史子
- 主婦A - 真織[14]
- 主婦B - 阿南敦子[15]
- 主婦C - 松本享子[16]
- 工員A - 吉成浩一[15]
- 工員C - 小沼朝生[17]
- 五十嵐（ドッグウェア専門店オーナー） - 神木隆之介（特別出演）[7]
- 先輩俳優（『刑事七、八人』出演者） - 田辺誠一（特別出演）[7]
- 後輩俳優（『刑事七、八人』出演者） - 塚本高史（特別出演）[7]
- 農夫 - 西田敏行（特別出演）[7]
- 老人 - 橋爪功（特別出演）[7]
- 与田（隣組組長） - 井上智之
- 広重（婦人部長） - 川田しのぶ
- レオ - くれは（湘南動物プロダクション）
- 寺本真臣〈36〉（テレビ朝日プロデューサー） - 勝地涼[7]
- 田宮清子〈88〉（太一の母） - 三田佳子[7]（7歳・9歳時：松岡夏輝[18]）
- 小島敏夫〈54〉（太一の旧友・会社を早期退職しエキストラの仕事をしている） - 堤真一[7]（16歳時：望月春希[19]）
- 渡邉甚平、冴羽一、三土幸敏、那須佳瑛、藤波長太郎、末野玖嘉、養田和裕、一之瀬翔真、板橋孝太郎、藤本一輝、熊谷勇斗、藤田仁昭、一ノ瀬すばる、竹内一加、千葉幸都、根本賢二、加藤哲平、村上正洋、齋藤龍馬、Yプロダクション/茨城、株式会社チャーム、劇団東俳、アーネストプロダクション、ミライピクチャーズ、テアトルアカデミー、クラージュキッズ、劇団ひまわり、OFFICE MINAMIKAZE、麗タレントプロモーション、キャロット、NEWSエンターテインメント、株式会社マリアクレイス、（有）クレヨン、ヒラタオフィス、OFFICE 101

#### スタッフ（2024年版）
- 原作 - 山田太一『終りに見た街』（小学館文庫刊）
- 脚本 - 宮藤官九郎[3]
- 演出 - 片山修[3]
- 時代考証 - 天野隆子
- 風俗考証 - 刑部芳則
- 軍事指導 - 越康泰[20]
- アクションコーディネーター - 富田稔
- エグゼクティブプロデューサー - 内山聖子（テレビ朝日）[3]
- プロデューサー - 中込卓也（テレビ朝日）、後藤達哉（テレビ朝日）、山形亮介（角川大映スタジオ）、和田昂士（角川大映スタジオ）[3]
- 制作協力 - 角川大映スタジオ[3]
- 制作著作 - テレビ朝日[3]

## ラジオドラマ
2014年4月にNHKラジオ第1「新日曜名作座」にて全4回の連続ドラマとして放送。
2005年テレビドラマ版から更に脚色され、ラストシーンでは要治が生きていた昭和末期には見たことの無い東京スカイツリーが崩壊した姿が描かれ、また要治が今が何年かを尋ねた瀕死の人物は要治が知らない「平成」の年号を口にする。
- 出演：西田敏行、竹下景子
- スタッフ
  - 脚色：入山さと子
  - 音楽：小六禮次郎、小見山佳典、山村隼之、岩崎進

| NHKラジオ第1 新日曜名作座        | NHKラジオ第1 新日曜名作座               | NHKラジオ第1 新日曜名作座                               |
| 前番組                           | 番組名                                  | 次番組                                                  |
| -------------------------------- | --------------------------------------- | ------------------------------------------------------- |
| あん （2014年2月23日 - 3月30日） | 終りに見た街 （2014年4月6日 - 4月27日） | 奥田英朗 家族小説短編集 「ここが青山」 （2014年5月4日） |

## 舞台版

### 前進座
1988年3月10日 - 3月21日に吉祥寺前進座劇場にて上演された。

#### キャスト
- 清水要治：志村智雄
- 清水紀子：横山万里子
- 清水稔：長村冨士郎
- 清水信子：遠藤かがり
- 敏夫：津田恵一[注 2]
- 新也：中谷源
- 古田少尉：松本隆[注 3]
- 宮島：松浦豊和[注 4]
- その他出演：津田伸、中村鶴蔵、北相馬宏、西川かずこ、西宮小夜子、小林祥子、松谷たくみ、本条まゆ、深町稜子

#### スタッフ
- 原作：山田太一
- 脚色：小松幹生
- 演出：香川良成
- 美術：孫福剛久
- 照明：寺田義雄
- 音楽：竹田由彦
- 舞台監督：鈴木龍男